# Провулок Бурмистенка (історичний)
Прову́лок Бурми́стенка — зниклий провулок, що існував у Московському, нині Голосіївському районі Києва, місцевість Деміївка. Пролягав від вулиці Бурмистенка до вулиці Олексія Шовкуненка.

## Історія
Провулок виник у першій третині XX століття під назвою Павлівський. Назву провулок Бурмистенка отримав 1955 року на честь українського партійного і державного діяча Михайла Бурмистенка. Ліквідований 1981 року у зв'язку зі зміною забудови та переплануванням місцевості.
1982 року назву провулок Бурмистенка отримала вулиця Бурмистенка, скорочена тоді ж до сучасних меж.